# Réseau ferré des houillères de Ronchamp
Vous lisez un « bon article » labellisé en 2014.
Le réseau ferré des houillères de Ronchamp est un ancien réseau industriel de voies ferrées desservant les houillères de Ronchamp. Il est situé dans le département français de la Haute-Saône et la région de Bourgogne-Franche-Comté. Créé en 1858, il est étendu à plusieurs reprises suivant l'ouverture de nouveaux puits et installations annexes en 1861, 1888, 1906 et 1910. La liaison entre le réseau ferré local des mines et la ligne de Paris-Est à Mulhouse-Ville s'effectue à proximité de la gare de Ronchamp via une gare spécifique raccordée à la ligne principale.
Cette gare est exploitée du milieu du XIXe siècle jusqu'en 1958, date de fermeture des mines, après quoi elle est démantelée. Au début du XXIe siècle, le site de la gare est envahi par la végétation et seuls subsistent quelques vestiges des installations et du réseau.

## Histoire
Des mines de houille sont ouvertes sur les communes de Ronchamp et Champagney au milieu du XVIIIe siècle. Jusqu’au milieu du XIXe siècle, le transport du charbon se fait uniquement grâce à des chariots tirés par des chevaux et des bœufs sur la route de Paris à Bâle. En 1857, lors de la construction de la ligne de Paris-Est à Mulhouse-Ville par la Compagnie des chemins de fer de l'Est, la Société civile des houillères de Ronchamp décide de créer un réseau ferré entre ses différents puits, relié au réseau des chemins de fer de l'Est via un embranchement à proximité de la gare de Ronchamp. Une nouvelle gare est créée spécialement à proximité du puits Saint-Charles pour le transport du charbon,.
Après avoir fonctionné pendant un siècle, la gare est démantelée après la fermeture des mines en 1958, sous la responsabilité d'EDF, propriétaire des houillères de Ronchamp depuis la nationalisation en 1946. Dans les années 1960-1970, elle sert de garage pour les anciennes locomotives à vapeur du réseau ferré national,. Le bâtiment qui abrite les locomotives de mine est partiellement démoli puis rénové en 1998.

## Équipement

### Réseau ferroviaire
La gare des houillères, installée à côté des ateliers centraux et bureaux des houillères, est le centre d'un important réseau ferré qui nécessite la construction d'infrastructures comme un pont en bois qui enjambe le Rahin pour rejoindre le puits Saint-Joseph, un autre pont métallique qui enjambe le Beuvroux pour rejoindre le puits du Magny ou encore le creusement d'un tunnel long de 400 mètres entre 1905 et 1906 pour desservir le puits Arthur-de-Buyer.
De nombreuses voies ferrées, à voie étroite (60 cm), relient les différents puits au centre de traitement du charbon. Sur ces voies, les berlines sont tractées par de petites locomotives à vapeur, les « lucettes » ou par des chevaux,.
D'autres voies, à écartement standard, établissent la liaison avec le puits Saint-Charles, qui a d'abord accueilli des voies larges avant 1858, et assurent la connexion de la gare avec le réseau extérieur à l'entreprise. Deux locomotives de plus grande taille, nommées « Marie-Louise » et « Alsace-Lorraine » fabriquées dans les ateliers Koechlin assurent le service sur ces lignes,.

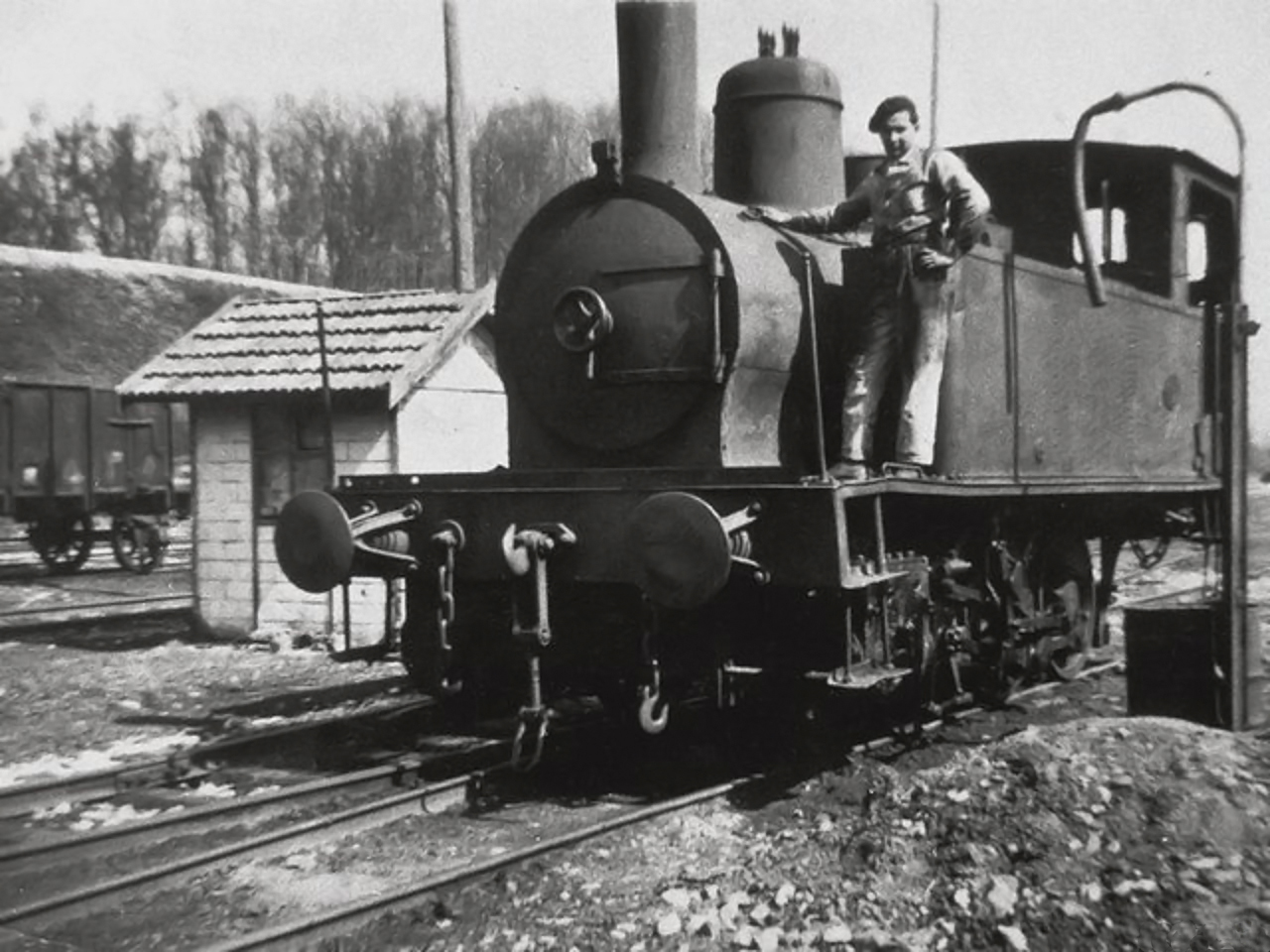
Une Lucette à la gare des houillères.
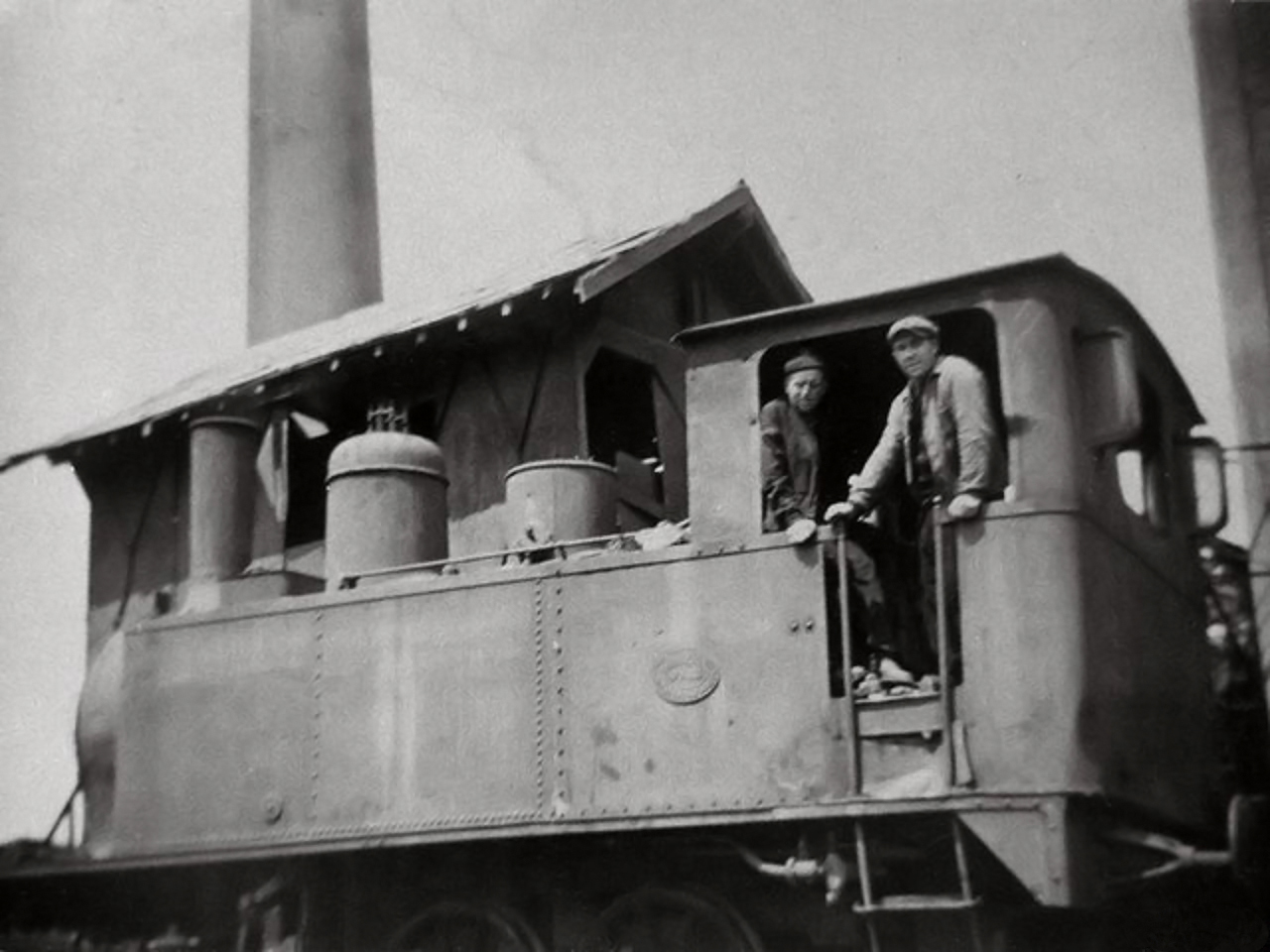
Une autre locomotive.

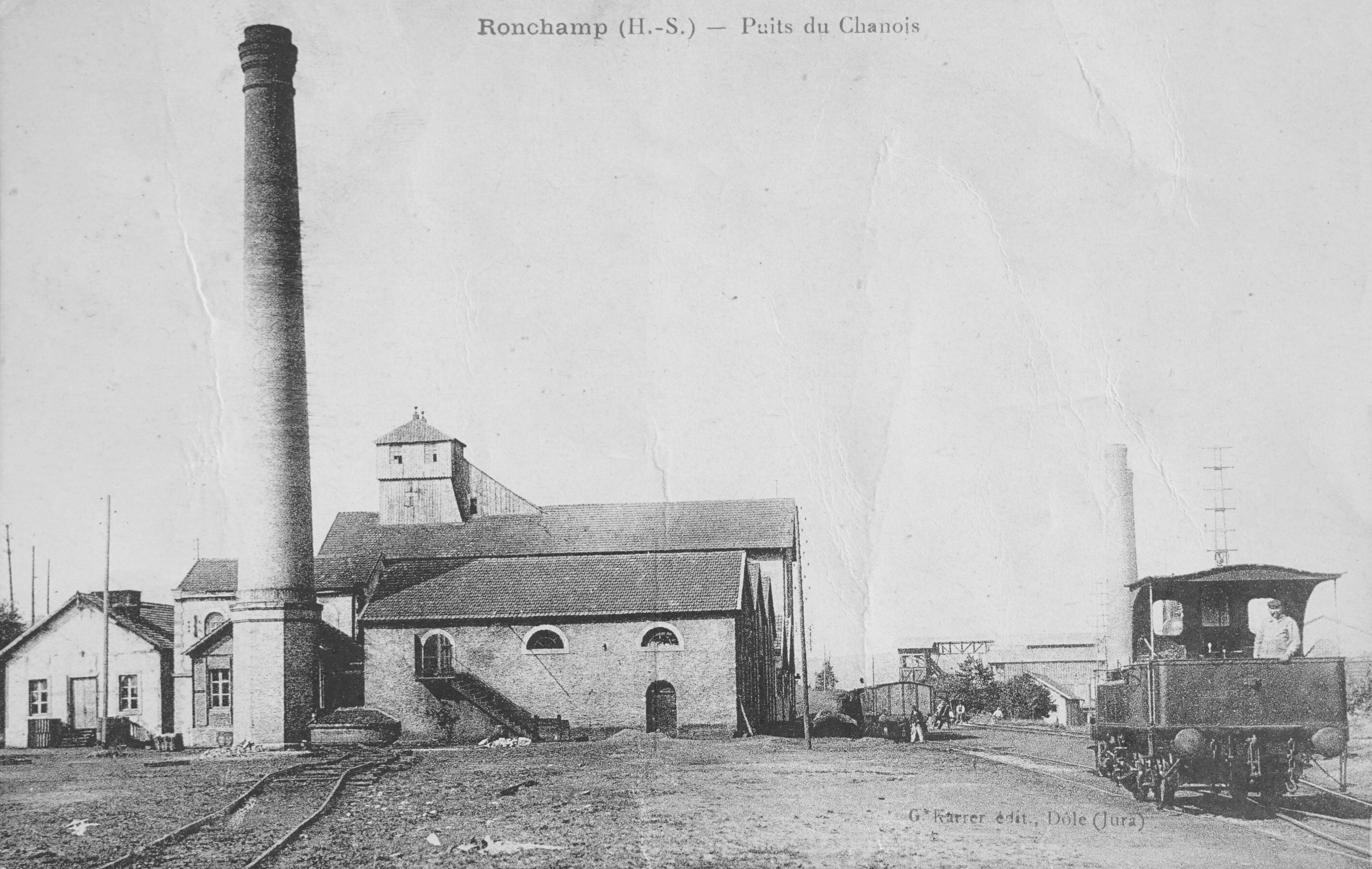
Une Lucette au puits du Chanois.
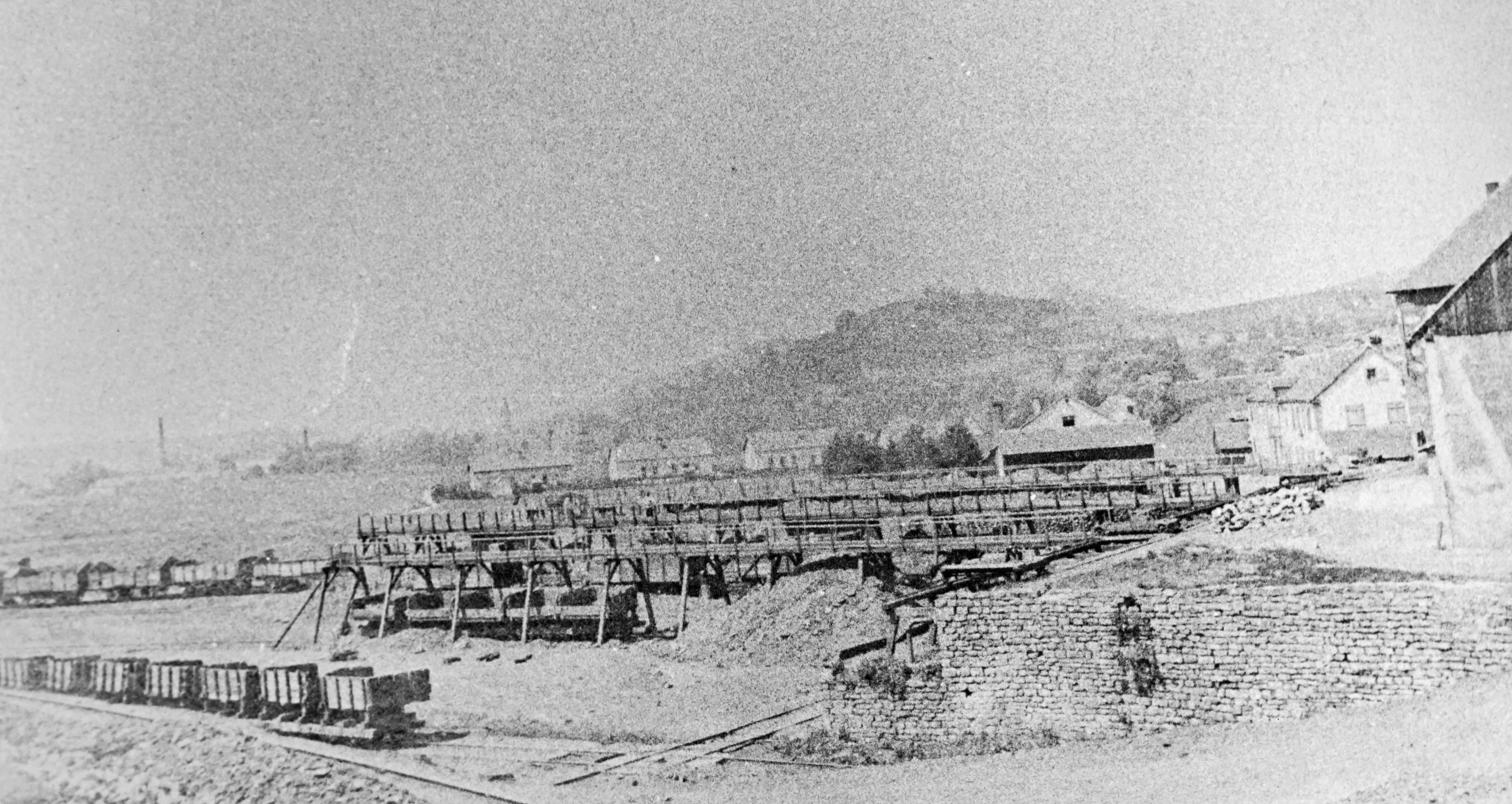
Le chargement des wagons de charbon à la sortie du puits Saint-Charles.

Descriptif des différentes voies :
- La voie Ouest, construite en 1858, est orientée vers le centre de Ronchamp, le puits Saint-Charles et le puits Saint-Joseph possédant chacun leur propre embranchement sur l'axe principal[8]. Le chemin de fer se sépare ensuite en deux parties : l'une rejoint le puits du Magny et l'autre le puits du Chanois et ses annexes[i 6].
- La voie Est, dite des « nouveaux puits », construite en août 1861, passe par le puits Sainte-Barbe puis traverse l'actuelle RD 619. Un premier embranchement rejoint le puits Sainte-Pauline et le second, construit en 1865 après la fusion des compagnies de Ronchamp et d'Éboulet, dessert le puits Notre-Dame, alors isolé[8]. Le tronçon principal se poursuit non loin du puits de l'Espérance et s'achève au puits du Tonnet[i 6].
- Une troisième voie est construite en 1888 entre le puits du Magny et le centre de triage du Chanois, puis est prolongée entre 1905 et 1906 pour faire la jonction avec le puits Arthur-de-Buyer. Cette voie, comme toutes celles postérieures à 1860, n’accueille que des convois de berlines (wagonnets de mine). Elle emprunte un tunnel creusé dans le grès du Chérimont en 1903[9],[10].
- Un embranchement est créé pour le transport du ballast et des granulats exploités de 1910 à 1950 par les ballastières de Champagney[11].

Plan du réseau des houillères :

- Réseau des houillères (voie large)
- Réseau des houillères (voie étroite)
- Réseau des houillères (tunnel)
- Ligne de Vesoul à Plancher-les-Mines (Chemins de fer vicinaux de la Haute-Saône)
- Ligne de Paris-Est à Mulhouse-Ville (Compagnie des chemins de fer de l'Est puis SNCF)

### Gare

L’environnement du puits Saint-Charles et de la gare.
Terrils
Bâtiments miniers
Cité minière
- Réseau des houillères
- Ligne de Vesoul à Plancher-les-Mines (Chemins de fer vicinaux de la Haute-Saône)
- Ligne de Paris-Est à Mulhouse-Ville (Compagnie des chemins de fer de l'Est puis SNCF)

Le faisceau se compose de quatre voies parallèles à celles de la ligne de Paris à Mulhouse. Une remise accueille deux locomotives et un petit baraquement servant de bureaux. La gare se trouve à quelques centaines de mètres du puits Saint-Charles, creusé au sud du hameau de la Houillère en face des ateliers et des bureaux administratifs qui sont le centre névralgique de la compagnie.

### Jonction avec la ligne de Paris-Est à Mulhouse-Ville
Le contenu des wagonnets de mine est transbordé dans des wagons de ligne, après le traitement du combustible au centre de triage du Chanois.
La gare des houillères est accessible par un embranchement particulier situé au point kilométrique (PK) 422,5 de la ligne de Paris-Est à Mulhouse-Ville, à 1,4 km à l'est de la gare de Ronchamp,. Le transvasement de charbon sur le réseau des chemins de fer vicinaux de la Haute-Saône peut être réalisé en gare de Champagney.

## Personnel
Le personnel employé sur les différentes installations se compose de mécaniciens, de chauffeurs, d'agents d'entretien et de gardes-barrières (ce dernier métier est la plupart du temps assuré par un ancien mineur, handicapé par un accident de mine).
Dans le règlement traitant des consignes de sécurité, il est précisé qu'un seul mécanicien doit être capable d'effectuer toutes les manœuvres (aiguilleur, garde-barrière...).

## Vestiges
Au début du XXIe siècle, subsistent plusieurs vestiges de ces installations comme des remblais, des tranchées, des portions de rails ainsi que des heurtoirs. Le bâtiment des bureaux a été reconverti en habitation et existe toujours.

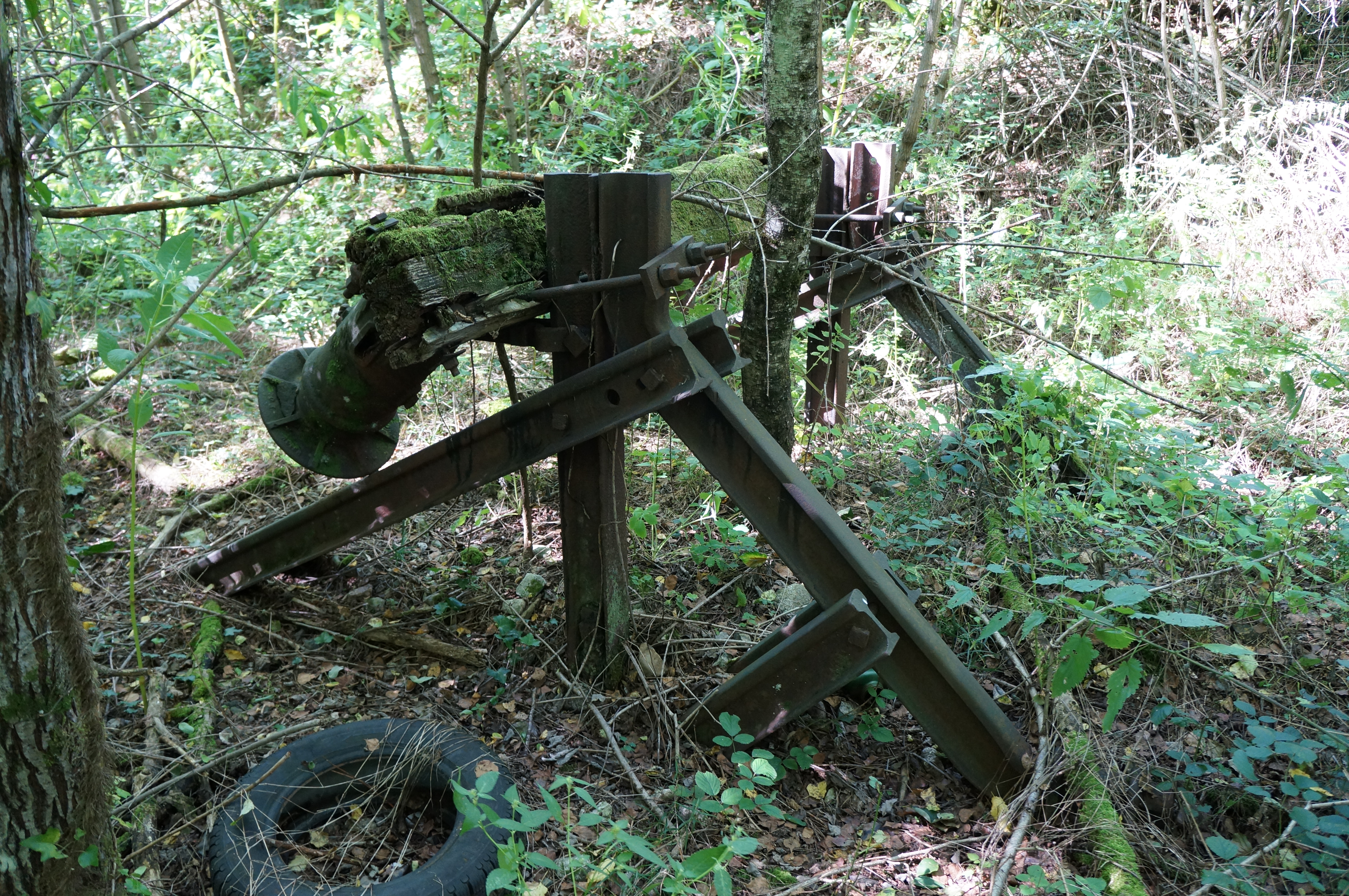
Un heurtoir.
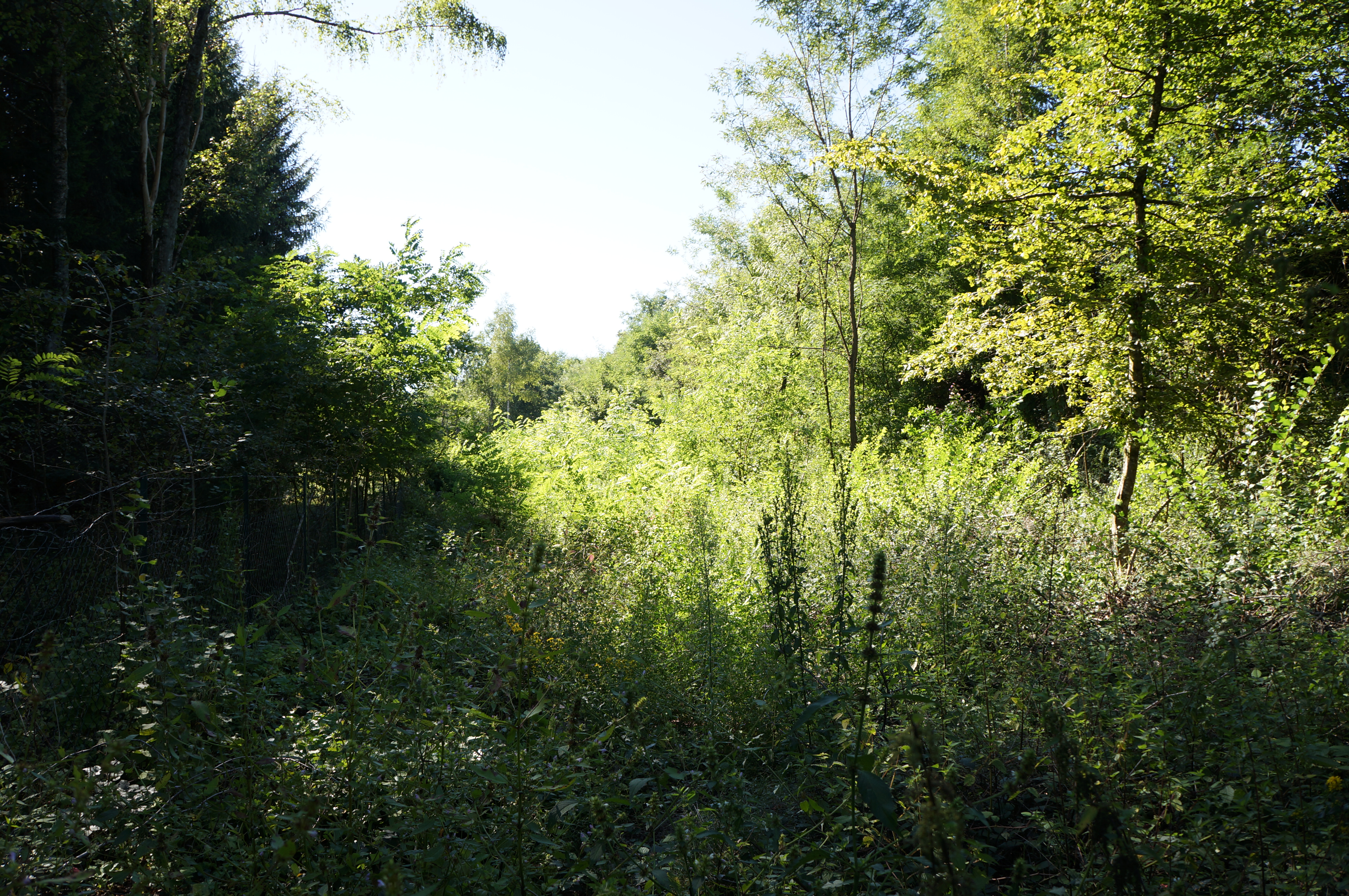
Le site de la gare envahi par la végétation.
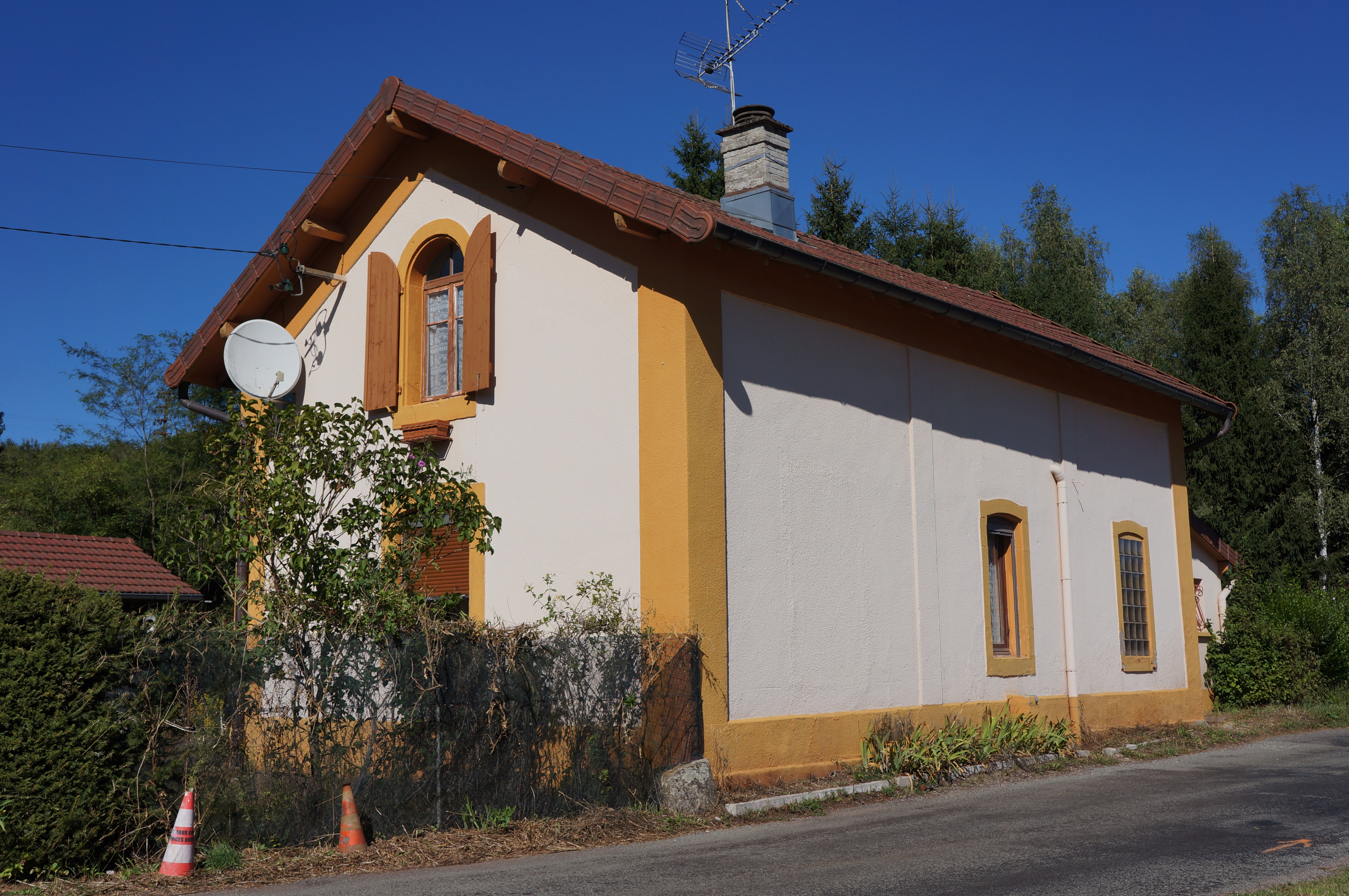
Le bâtiment des bureaux converti en habitation.

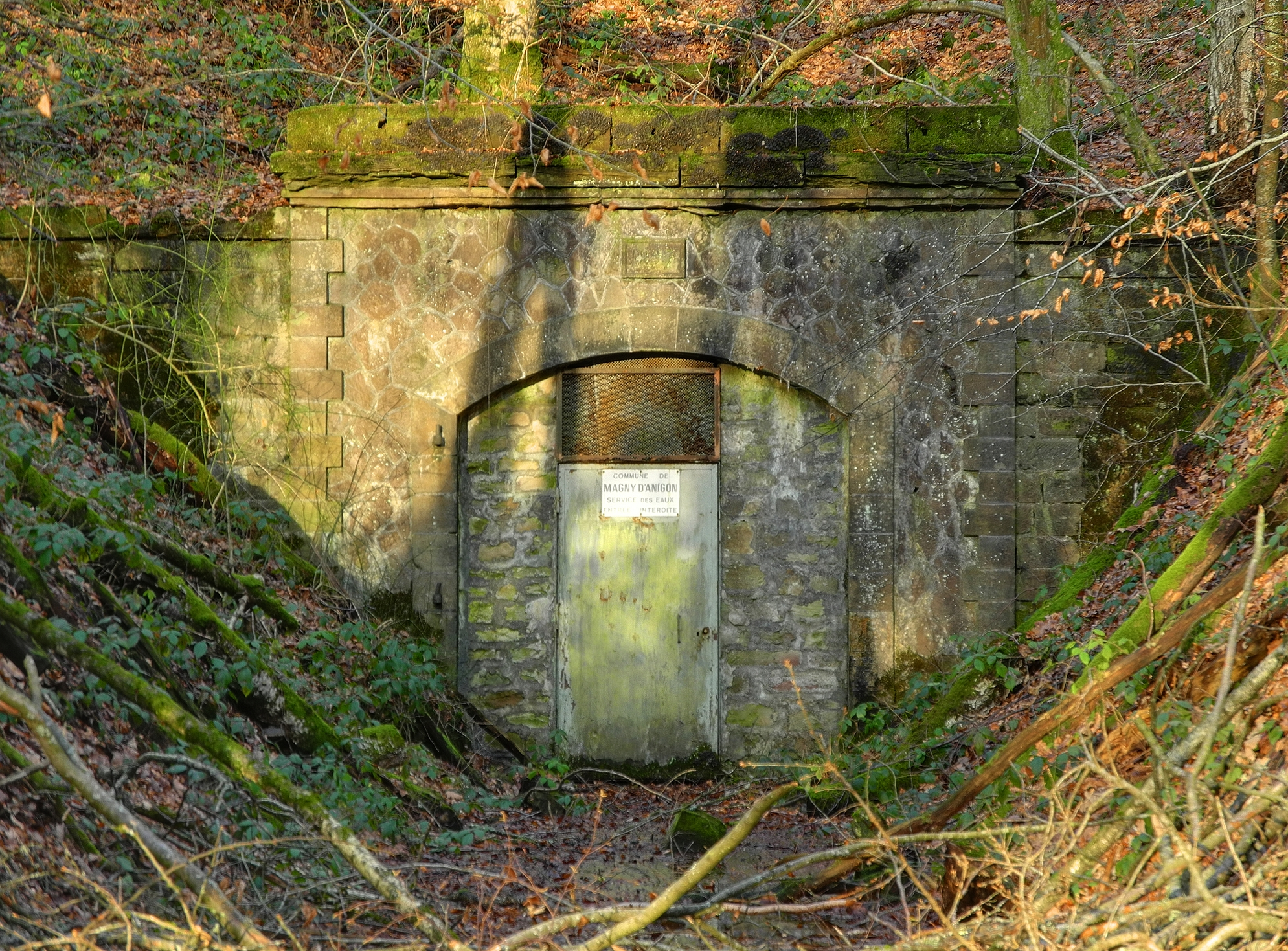
L'entrée du tunnel du puits Arthur-de-Buyer.
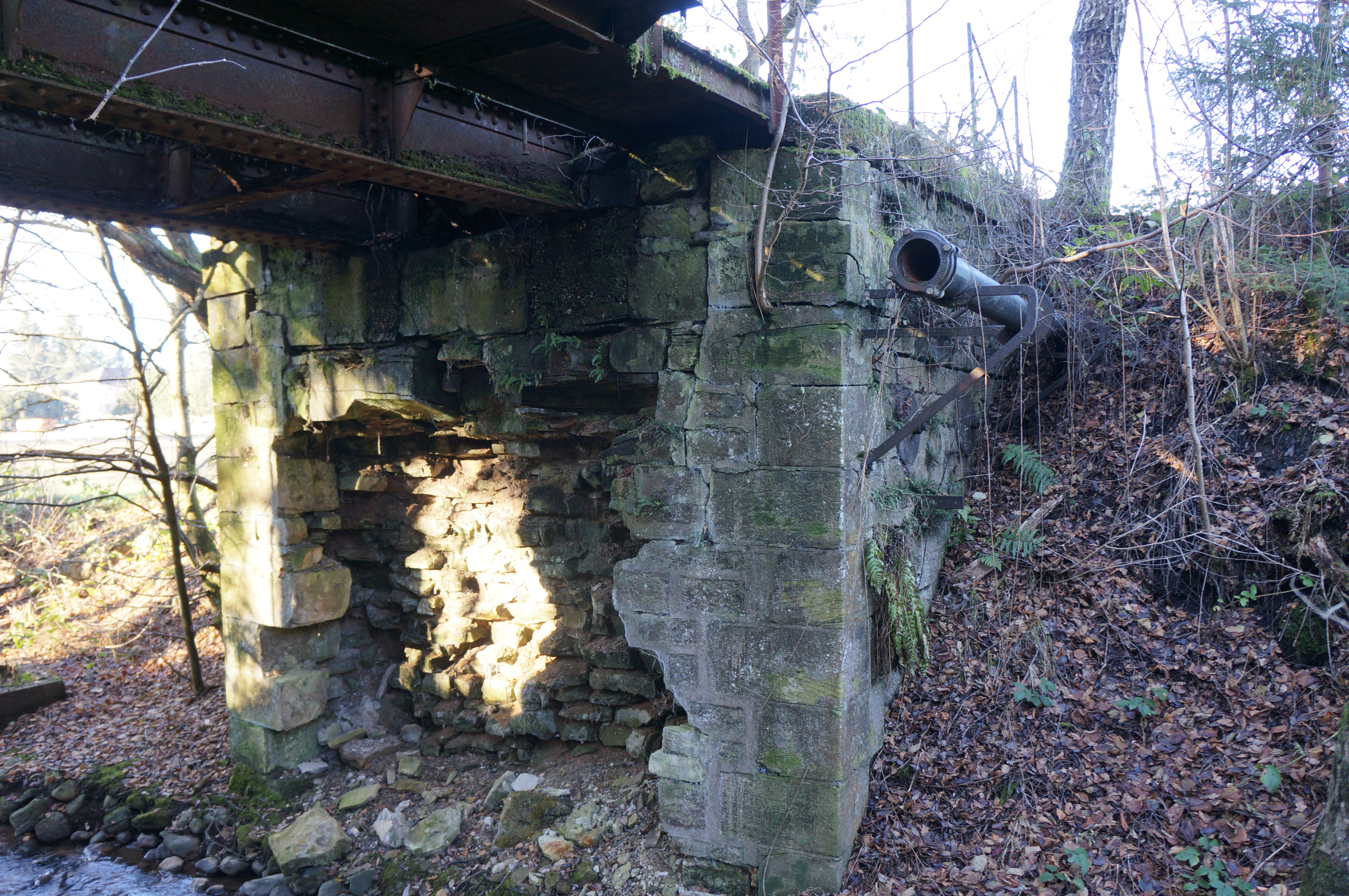
Le pont du Beuveroux, situé à proximité du puits du Magny.
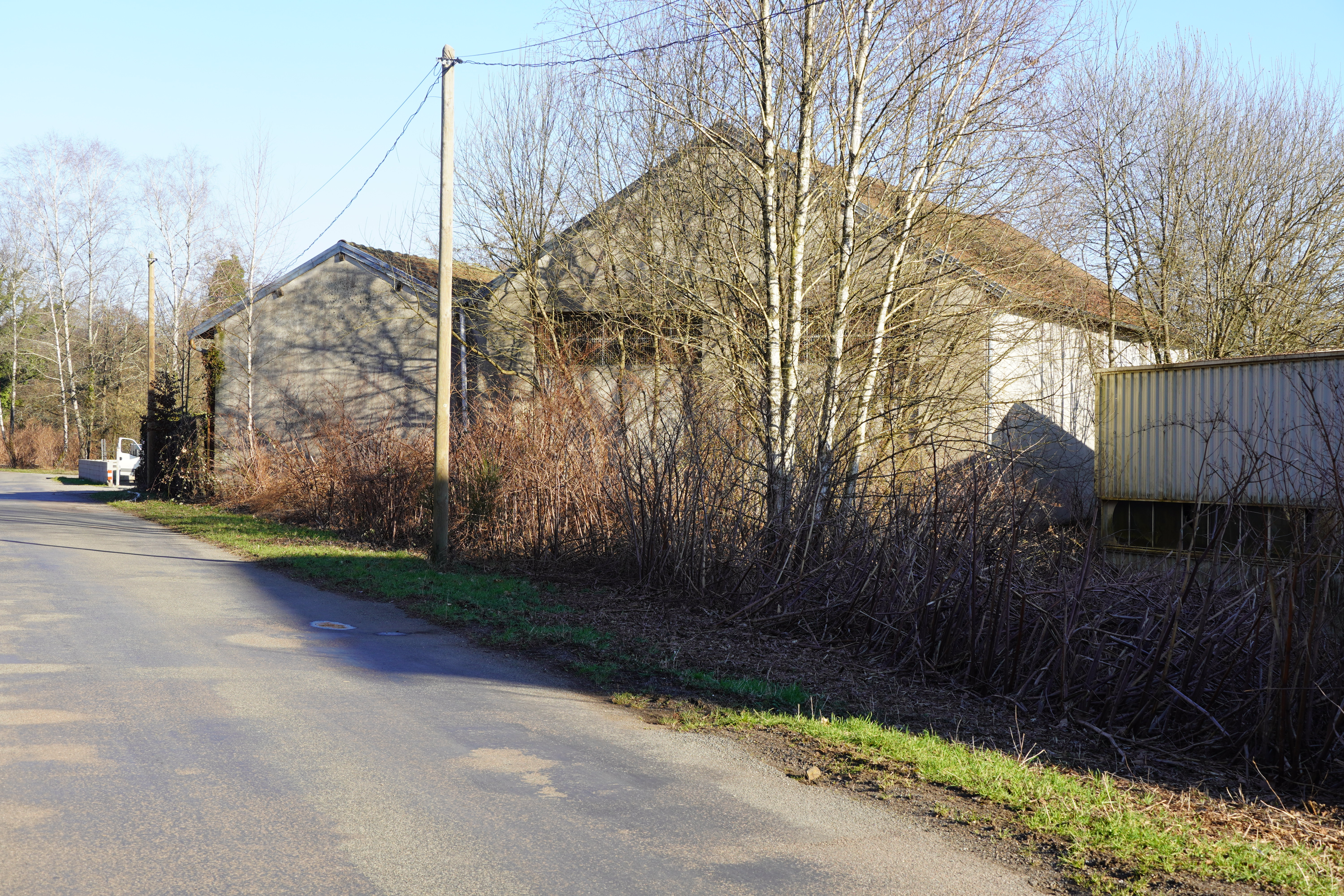
Ancienne remise des locomotives.

### Illustrations
1. ↑  « Stockage d'anciennes locomotives ».
2. ↑  « La démolition ».
3. ↑  « Le pont du puits Saint-Joseph ».
4. ↑  « Le pont du puits du Magny ».
5. ↑  « Le percement du tunnel du puits Arthur ».
6. 1 2  « Plans du bassin houiller et des voies ferrées ».
7. ↑  « Le bâtiment administratif ».